# Mazir

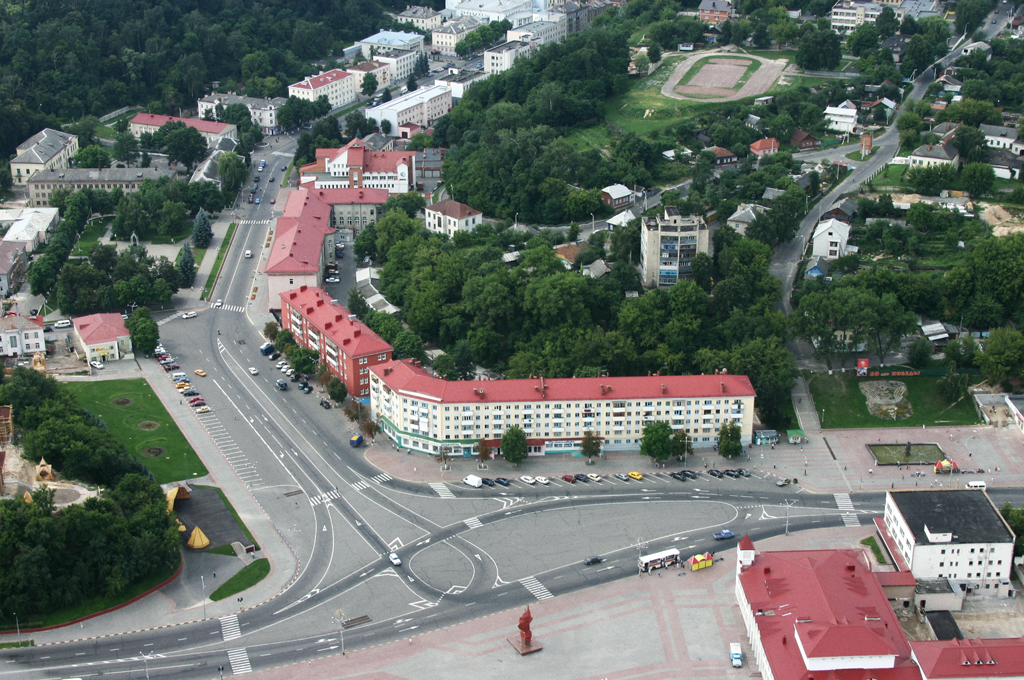
Mazir

Mazir (en belarús Мазы́р, Mazir; en rus Мо́зырь, Mózir) és una ciutat de la província belarussa de Hómiel. És capital administrativa del Raion de Mazir, i està situada als marges del riu Prípiat, uns 210 km a l'est de Pinsk i 100 km al nord-oest de Txernòbil. La població és de 116.600 habitants (estimació del 2006). L'àrea urbana total inclou Kalínkavitxi al llarg del riu, amb una població de 150.000 habitants. Els orígens de la ciutat es remunten almenys al segle xii, i el segle xviii ja era coneguda com un centre de comerç i d'artesania. Mazir va ser un centre de treball de la fusta l'inici de l'era soviètica, però modernament ha acollit la major refineria de petroli de Belarús, que refina 18 milions de tones l'any. L'oleoducte de Drujba transporta el cru des de Rússia i es divideix en dues branques a Mazir: una cap a Polònia i l'altra cap a Ucraïna.